# LWS Lublin
LWS Lublin – polski klub piłkarski z siedzibą w mieście Lublin, działający w latach 1924–1939.

## Historia
Chronologia nazw:
- 1924: K.S. [Klub Sportowy] Plage i Laśkiewicz Lublin
- 1935: K.S. Plage i Laśkiewicz/LWS [Lubelska Wytwórnia Samolotów] Lublin – po fuzji z AZS Lublin
- 1936: K.S. LWS Lublin
- 1939: klub rozwiązano

Klub Sportowy Plage i Laśkiewicz został założony w Lublinie w 1924 roku przez pracowników Zakładów Plage i Laśkiewicz. 7 września 1924 roku drużyna rozegrała swój pierwszy mecz towarzyski z K.S. Lublinianka III (przegrana 0:2).
W 1925 roku drużyna zadebiutowała w rozgrywkach Lubelskiego Okręgowego Związku Piłki Nożnej (LOZPN) w Klasie C, a w 1926 zdobyło tytuł wicemistrza oraz awans do Klasy B. W debiutowym sezonie 1927 zwyciężyła w grupie lubelskiej Klasy B i awansowała do Klasy A. W debiutowym sezonie 1928 w okręgowej Klasie A zespół zajął 7.miejsce. A już w rok później po zajęciu ostatniej szóstej pozycji spadł do Klasy B. Potem drużyna występowała w Klasie C.
Dopiero w 1935 roku klub ponownie zagrał w klasie A, dzięki rozwiązaniu sekcji piłkarskiej AZS Lublin, wszystkie piłkarze którego przenieśli się do Plage i Laśkiewicz. Drużyna zajęła miejsce AZS w Klasie A i zakończyła sezon na piątym miejscu. Pod koniec 1935 roku na skutek kłopotów finansowych wytwórnia Plage i Laśkiewicz ogłosiła upadłość, po czym wytwórnia została znacjonalizowana, podejmując działalność pod nazwą Lubelska Wytwórnia Samolotów (LWS). W nazwie klubu również pojawiła się zmiana na Plage i Laśkiewicz/LWS, a od 1936 klub nazywał się LWS. Przez następne 4 sezony zespół zawsze zatrzymywał się o krok do awansu do rozgrywek finałowych, zdobywając z rzędu 4 wicemistrzostwa Lubelskiego OZPN.
Na skutek wybuchu II wojny światowej - we wrześniu 1939 roku działalność klubu została zawieszona, zaś po jej zakończeniu już nigdy go nie reaktywowano..

## Barwy klubowe, strój, herb, hymn
|  |  |

Klub ma barwy biało-czerwone. Piłkarze domowe spotkania zazwyczaj grają w czerwonych koszulkach, białych spodenkach oraz czerwonych getrach.

## Sukcesy

### Trofea międzynarodowe
Nie uczestniczył w rozgrywkach europejskich (stan na 31-05-2024).

### Trofea krajowe
| \| \| Zdobyte trofea w rozgrywkach Polski (stan na: 31-05-2024) \| |                                                           |      |                                                                                 |
| Rozgrywki                                                          | Osiągnięcie                                               | Razy | Sezon(y)                                                                        |
| Mistrzostwo                                                        | I miejsce                                                 | 0    |                                                                                 |
| Mistrzostwo                                                        | II miejsce                                                | 0    |                                                                                 |
| Mistrzostwo                                                        | III miejsce                                               | 0    |                                                                                 |
| Puchar                                                             | zdobywca                                                  | 0    |                                                                                 |
| Puchar                                                             | finalista                                                 | 0    |                                                                                 |
| II liga                                                            | I miejsce                                                 | 0    |                                                                                 |
| II liga                                                            | II miejsce                                                | 4    | 1936 (gr.Lublin), 1936/37 (gr.Lublin), 1937/38 (gr.Lublin), 1938/39 (gr.Lublin) |
| II liga                                                            | III miejsce                                               | 0    |                                                                                 |
| Polska                                                             | Zdobyte trofea w rozgrywkach Polski (stan na: 31-05-2024) |      |                                                                                 |

- Lubelska Klasa B
  - mistrz (1): 1927

## Poszczególne sezony

### Rozgrywki międzynarodowe

#### Europejskie puchary
Klub nie uczestniczył w rozgrywkach europejskich.

### Rozgrywki krajowe
| \| Polska \| Bilans występów klubu w rozgrywkach piłkarskich Polski (Stan na 31 maja 2024 r.) \| \| |                                                                                  |        |       |   |   |   |    |    |     |                      |        |        |      |
| Poziom                                                                                              | Rozgrywki                                                                        | Sezony | Mecze | Z | R | P | B+ | B– | Pkt | Lata                 | Awanse | Spadki | Naj. |
| I                                                                                                   | Liga                                                                             | 0      |       |   |   |   |    |    |     |                      |        |        |      |
| II                                                                                                  | Klasa A / Liga Okręgowa                                                          | 7      |       |   |   |   |    |    |     | 1928–1929, 1935–1939 | 0      | 1      | 2    |
| III                                                                                                 | Klasa B / Klasa A                                                                | 2      |       |   |   |   |    |    |     | 1927, 1930           | 1      | 1      | 1    |
| IV                                                                                                  | III liga / Klasa C / Klasa B                                                     | 6      |       |   |   |   |    |    |     | 1925–1926, 1931–1934 | 1      | 0      | 2    |
| | Puchar Polski                                                                    | 0      |       |   |   |   |    |    |     |                      |        |        |      |
| Polska                                                                                              | Bilans występów klubu w rozgrywkach piłkarskich Polski (Stan na 31 maja 2024 r.) |        |       |   |   |   |    |    |     |                      |        |        |      |

## Struktura klubu

### Stadion
Klub nie miał swojego stadionu. Drużyna rozgrywała swoje mecze domowe w Lublinie na stadionie przy ul. Okopowej, który był terenem należącym do wojska poprzez Urząd Wychowania Fizycznego i Przysposobienia Obronnego.  

## Kibice i rywalizacja z innymi klubami

### Derby
- AZS Lublin
- Hakoah Lublin
- Hapoel Lublin
- HKS Lublin (Grot)
- Jardenia Lublin (Szomryja)
- Jutrznia Lublin
- KS Lublinianka
- Makkabi Lublin
- Sokół Lublin
- Strzelec Lublin
- Sygnał Lublin
- Sztern Lublin (Gwiazda)
- Wieniawa Lublin
- WKS Lublin
- ŻAKS Lublin